# Darryl James Thompson
Darryl James Thompson (ur. 2 maja 1985 w Raleigh) – amerykański koszykarz, w sezonie 2007/2008 występował w DBE w zespole AZS Koszalin, a w sezonie 2010/2011 reprezentował barwy Anwilu Włocławek. 
D.J ma zaledwie 173 cm wzrostu, ale imponuje szybkością oraz bardzo dobrym rzutem za 3 punkty.

## Życiorys
Zawodnik o wzroście 173 cm, występuje na pozycji rozgrywającego. W latach 2003–2007 grał w reprezentacji Appalachian State University w Boone (Karolina Północna) w rozgrywkach National Collegiate Athletic Association. W 2007 roku podpisał kontrakt z AZS Koszalin. W trakcie sezonu grał średnio 35 minut, notując 15 punktów, 4 asysty, 2 zbiórki na mecz. Zagrał w Meczu Gwiazd PLK 2008 (zdobył 18 punktów, był to najlepiej punktujący zawodnik drużyny Północy). W 2008 roku w przeniósł się do greckiego AEK Ateny. W stołecznym zespole notował średnio 10,5 punktu oraz 3,2 asysty. Na sezon 2009/10 podpisał kontrakt z zespołem tureckiej ekstraklasy - Antalya Buyuksehir Belediye. Amerykanin był tam podstawowym rozgrywającym. W 2010 roku wrócił do Polski, podpisał kontrakt z Anwilem Włocławek.
W 2011 roku ponownie podpisał kontrakt w Grecji, tym razem w zespole Ilysiakos Ateny. W 2012 roku związał się z francuską drużuną STB Le Havre.

## Osiągnięcia
Drużynowe
- Finalista Pucharu Polski (2011)
- Awans do najwyższej klasy rozgrywkowej w Turcji (2015)

Indywidualne
- Uczestnik: 
  - meczu gwiazd PLK (2008)
  - konkursu rzutów za 3 punkty PLK (2008)
- Lider play-off PLK w średniej przechwytów (2008)[1]

## Statystyki

### W rozgrywkach akademickich
| Sezon     | Drużyna                               | M  | S5 | MPG | FG%   | 3P%   | FT%   | RPG | APG | SPG | BPG | PPG  |
| --------- | ------------------------------------- | -- | -- | --- | ----- | ----- | ----- | --- | --- | --- | --- | ---- |
| 2003/2004 | Appalachian State Mountaineers (NCAA) | 30 |    |     | 37,0% | 37,7% | 65,4% | 1,6 | 2,7 | 1,5 | 0,0 | 5,9  |
| 2004/2005 | Appalachian State Mountaineers (NCAA) | 30 |    |     | 40,8% | 40,7% | 65,6% | 2,6 | 4,4 | 2,7 | 0,0 | 11,2 |
| 2005/2006 | Appalachian State Mountaineers (NCAA) | 30 |    |     | 38,2% | 38,1% | 80,5% | 3,7 | 4,4 | 2,7 | 0,0 | 19,1 |
| 2006/2007 | Appalachian State Mountaineers (NCAA) | 33 |    |     | 39,2% | 37,6% | 78,3% | 3,3 | 4,9 | 2,6 | 0,0 | 15,6 |

### W rozgrywkach krajowych
| Sezon     | Drużyna                             | M  | S5 | MPG  | FG%   | 3P%   | FT%   | RPG | APG | SPG | BPG | PPG  |
| --------- | ----------------------------------- | -- | -- | ---- | ----- | ----- | ----- | --- | --- | --- | --- | ---- |
| 2007/2008 | AZS Koszalin (PLK)                  | 31 | 31 | 34,3 | 45,2% | 39,4% | 71,4% | 3,0 | 4,1 | 2,2 | 0,0 | 15,5 |
| 2008/2009 | AEK Ateny (A1)                      | 26 | 0  | 28,1 | 44,1% | 46,1% | 75,4% | 2,0 | 3,1 | 1,3 | 0,0 | 10,4 |
| 2009/2010 | Antalya Buyuksehir Belediye (TBL)   | 29 | 0  | 29,1 | 39,8% | 37,1% | 75,0% | 2,9 | 2,6 | 1,4 | 0,0 | 11,1 |
| 2010/2011 | Anwil Włocławek (PLK)               | 26 | 21 | 22,3 | 37,4% | 38,0% | 61,3% | 3,2 | 3,0 | 0,7 | 0,0 | 7,0  |
| 2011/2012 | Ilysiakos (A1)                      | 24 | 19 | 29,4 | 32,8% | 30,2% | 73,7% | 1,8 | 3,4 | 1,7 | 0,0 | 10,1 |
| 2012/2013 | STB Le Havre (Pro A)                | 20 | 20 | 24,5 | 36,7% | 38,8% | 69,2% | 3,0 | 3,1 | 1,5 | 0,2 | 6,3  |
| 2013/2014 | Best Balıkesir (Turcja–II liga)     | 13 | 0  | 29,1 | 36,3% | 20,9% | 84,6% | 4,2 | 4,6 | 2,4 | 0,0 | 13,3 |
| 2014/2015 | Tüyap Büyükçekmece (Turcja–II liga) | 8  | 0  | 35,3 | 40,5% | 31,9% | 75,7% | 5,1 | 4,1 | 2,3 | 0,0 | 17,6 |
| 2015/2016 | Best Balıkesir (Turcja–II liga)     | 21 | 0  | 28,2 | 46,0% | 40,0% | 87,1% | 3,0 | 4,7 | 0,7 | 0,0 | 11,9 |
| 2016/2017 | Polfarmex Kutno (PLK)               | 20 | 13 | 21,6 | 34,0% | 35,8% | 80,0% | 1,8 | 3,7 | 1,1 | 0,1 | 7,7  |

### W rozgrywkach międzynarodowych
| Sezon     | Drużyna                   | M | S5 | MPG  | FG%   | 3P%   | FT%    | RPG | APG | SPG | BPG | PPG |
| --------- | ------------------------- | - | -- | ---- | ----- | ----- | ------ | --- | --- | --- | --- | --- |
| 2010/2011 | Anwil Włocławek (Eurocup) | 6 | 0  | 14,3 | 45,8% | 22,2% | 100,0% | 1,3 | 1,2 | 1,5 | 0,0 | 4,5 |